# Seminário
Um seminário é uma instituição educacional dedicada à formação de ministros do evangelho. Os estudantes, chamados seminaristas, recebem preparação cultural, teológica, filosófica e espiritual. Há os seminários católicos, que preparam os futuros padres, e seminários evangélicos, que formam os futuros pastores de suas respectivas denominações.

## Catolicismo
O primeiro e único seminário para formação de ministros eclesiásticos anterior ao Concílio de Trento era o de Valência, Espanha, fundado por São Tomás de Vilanova. Em princípio, era um seminário para a formação dos futuros clérigos diocesanos cujos candidatos eram geralmente pobres – daí a preocupação de Tomás por criá-lo.
Já posteriormente, a história dos seminários tem origem no decreto emanado em 1563 durante a fase conclusiva do Concílio de Trento, quando foi decidida a instituição para garantir aos candidatos ao ministério uma maior preparação cultural e uma formação espiritual mais profunda. Foi fundamental a contribuição original de São Bartolomeu dos Mártires, na definição institucional e material dos seminários. Em 1571, foi inaugurado o primeiro seminário pós-Trento da Península Ibérica, que começou a ser construído no lado sul do Campo da Vinha, em Braga.
Há diversos tipos de seminários: os seminários menores recebem alunos mais novos, que não estão ainda em idade para o ensino superior. Os seminários maiores incluem os alunos que estão já na última etapa da sua formação para o sacerdote  e que frequentam o curso superior de teologia. Além destes, de forma um pouco diferente existem os pré-seminários, que recebem potenciais ingressantes nos seminários. 
A vida dentro de um seminário divide-se entre alguns tempos de oração – sobretudo de manhã –, a missa diária, as aulas, os serviços comuns, os tempos de convívio, de estudo e de preparação de atividades pastorais. Na formação apresentada por um seminário católico é observado geralmente quatro dimensões, sendo elas: a dimensão espiritual (oração, inclusive a Missa), a dimensão intelectual (aprendizado, estudo e aulas), a dimensão comunitária (convivência, relações humanas-afetivas, caridade) e a dimensão pastoral (sua capacidade de desenvolver trabalhos propostos pela Igreja em meio ao povo e a comunidade de atuação), tudo isso em vista da preparação para um futuro sacerdote colaborador.

## Protestantismo
As igrejas evangélicas também têm seminários. Geralmente, a formação é de licenciatura em teologia. O Conselho Internacional para Educação Teológica Evangélica foi fundada em 1980 pela Comissão Teológica da Aliança Evangélica Mundial.  Em 2015, teria 1.000 escolas membros em 113 países. 

## Significados alternativos
Outro significado significativo de "seminário" é o seminário acadêmico. Este é uma prática utilizada principalmente nos campos das ciências sociais, artes e humanidades com o objetivo de socializar o conhecimento, esse processo pode se dar através da apresentação, discussão e análise de obras científicas, literárias ou do audiovisual. Pode também ser visto como uma técnica metodológica de avaliação de conteúdos, onde grupos de estudantes realizam apresentações sobre determinado tema.
Segundo Veiga (1993), o seminário passou a marcar presença em sala de aula na década de 1930, com o advento da Escola Nova. Antes disso, nas escolas brasileiras predominava o Ensino Tradicional, que reservava ao professor o papel de detentor e transmissor do conhecimento, e assim, imprimia às práticas escolares um caráter monológico, autoritário e inibidor da participação ativa do aluno.
A técnica do seminário inclui três etapas sucessivas: preparação, desenvolvimento e apreciação final. Na etapa da preparação, cada grupo deve proceder à pesquisa, leitura e estudos do tema sob sua responsabilidade. A etapa do desenvolvimento é caracterizada pela apresentação e discussão do tema por meio de técnicas de exposição oral, debate em grupos e discussão.
Na apreciação final, deve-se avaliar o trabalho realizado por todos os envolvidos. Isso pode ocorrer por meio de comentários gerais, sugestão de novos estudos e, até mesmo, atribuição de conceitos.
Considerando-se que o principal objetivo do seminário é a oportunidade do estudo de um tema com o envolvimento de todos os indivíduos de uma classe, tanto o responsável (indivíduo ou grupo) pelo seminário, como os demais participantes devem ter uma função ativa, ainda que diversificada, nas várias etapas que constituem essa técnica.